# Pteromicra leucothrix
Pteromicra leucothrix är en tvåvingeart som beskrevs av Axel Leonard Melander 1920. Pteromicra leucothrix ingår i släktet Pteromicra och familjen kärrflugor. Inga underarter finns listade i Catalogue of Life.